# Habahe
Habahe (léase Jaba-Jo; en chino, 哈巴河县; pinyin, Hābāhé xiàn; literalmente, ‘río Haba’) también conocida por su nombre mongol de Kaba (en mongol: Хаба, romanizado: Qaba, lit. 'pez pequeño'; en chino, 哈巴; pinyin, Hābā) es un condado bajo la administración directa de la Prefectura Altái en la Región autónoma de Sinkiang, República Popular China. Su área es de 8180 km² y su población total para 2010 superó los 80 mil habitantes.

## Administración
Desde octubre de 2019, el condado Habahe se divide en 7 pueblos que se administran en 4 poblados y  3 villas.